# 格雷頓沙灘 (佛羅里達州)
格雷頓海灘（英語：Grayton Beach）是位於美國佛羅里達州沃爾頓縣的一個非建制地區。該地的面積和人口皆未知。

## 地理
格雷頓海灘的座標為30°20′00″N 86°10′00″W / 30.33333°N 86.16667°W，而該地的平均海拔高度為3米（即10英尺）。